# The Polite Force
The Polite Force — второй альбом британской группы Кентерберийской сцены Egg, изданный в 1971 году. Считается лучшим альбомом группы.
Музыка альбома является удачным примером раннего прогрессивного рока с сильными клавишными, близкого Emerson, Lake & Palmer. Хотя на альбоме есть и вокальные моменты, главным образом музыка инструментальная с опорой на плотную ансамблевую игру, интересный тематический и мелодический материал, сложные гармонии и смешанные размеры.

## Список композиций

### Сторона один
1. «A Visit to Newport Hospital» — 8:19
2. «Contrasong» — 4:19
3. «Boilk (включая Durch Adams Fall Ist Ganz Verderbt И. С. Баха)» — 9:15

### Сторона два
1. «Long Piece No. 3- Part 1» — 5:07
2. «Long Piece No. 3- Part 2» — 7:37
3. «Long Piece No. 3- Part 3» — 5:02
4. «Long Piece No. 3- Part 4» — 2:51

## Состав музыкантов
- Дейв Стюарт — орган, фортепиано
- Монт Кемпбелл — бас, вокал
- Клайв Брукс — барабаны

### Приглашенные музыканты
- Генри Лоутер — труба (2)
- Майк Дэвис — труба (2)
- Боб Даунс — тенор-саксофон (2)
- Тони Робертс — тенор-саксофон (2)